# Make 'Em Mokum Crazy
 (janvier 2022).
Make 'Em Mokum Crazy est une compilation publiée en 1996 par le label néerlandais Mokum Records. L'album, qui se compose uniquement de morceaux issus du catalogue du label, contient du habby gabber ou « popcore » qui avait émergé des raves underground néerlandaises au milieu des années 1990 et avait partiellement commencé à connaître un succès grand public, comme c'était le cas avec le single principal de l'album I Wanna Be a Hippy de Technohead. 
À sa sortie, l'album est acclamé par la critique pour son ton enjoué, maniaque et son esprit joyeux. Robert Christgau le désigne comme le 53e meilleur album de 1997 et, comme exemple de la continuité de son succès au fil des ans, Rolling Stone le désigne comme le 30e meilleur album EDM de tous les temps en 2012.

## Développement
Le label néerlandais Mokum Records a été fondé en 1993 par Freddy B. À l'origine, il publiait de la musique gabber, comme I'll Show You My Gun d'Annihilator, mais il a commencé à publier du happy gabber au cours des deux ou trois années qui ont suivi. Le happy gabber et sa version plus sombre, le gabber, ont été décrits comme « du son de skinheads néerlandais des années '90 qui aimaient les drogues speed et leur musique encore plus speed ». Après que le label ait connu un succès international avec I Wanna Be a Hippy de Technohead à la fin 1995 et au début 1996, la compilation Make 'Em Mokum Crazy a été conçu par Mokum pour tenter de documenter leur catalogue et la façon dont le son « popcore » passait de ses origines underground « au sommet des charts pop européens ».

## Musique

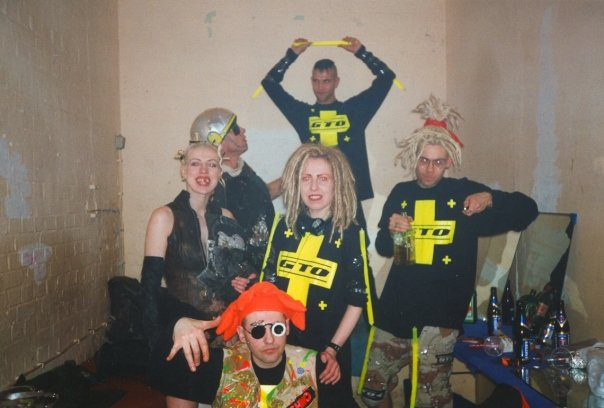
Technohead, ici photographié à l'époque de Greater than One.

Les notes de pochette de Make 'Em Mokum Crazy indique qu'il contient des « hymnes joyeux hyper rapides » et « le nouveau son popcore », précisant que les morceaux sont issus des « raves underground néerlandaises ». Le critique musical Robert Christgau décrit le genre musical sous le terme d'« airs joyeux » dans « des registres aigus qui vont de peu naturels à très peu naturels », conseillant aux auditeurs « de prêter l'attention qu'il mérite et de l'appeler The Chipmunks Go Techno ». Rolling Stone décrit le contenu joyeux de l'album comme « hilarant et étourdissant ». Plus largement, le zine Babysue décrit la musique comme de la « techno loufoque ».
La chanson I Wanna Be a Hippy de Technohead, qui a été un succès international plus tôt en 1996, cite David Peel dans ses paroles et comporte les paroles « I wanna get stoned - on thuuuh marijuana » teintées par « une sprite maniaque ». La chanson apparaît deux fois sur l'album, d'abord dans sa version originale et aussi avec un remix de Ilsa Gold. Lollipop note que l'album « tourne autour » de l'inclusion de I Wanna Be a Hippy. Technohead apparaît également avec le Mobile Mecca Mix de leur chanson Headsex et avec Happy Birthday qui reprend un discours de Martin Luther King Jr.. Party Animals apparaît avec un enregistrement du traditionnel Hava Nagila et une « reprise éclair » de Have You Never Been Mellow d'Olivia Newton-John.

## Sortie et accueil
Make 'Em Mokum Crazy est publié le 9 septembre 1996 en Hollande par Mokum Records. Plus tard en 1996, le label sort l'album aux États-Unis, où il est commercialisé par Roadrunner Records et distribué par RED Distribution, tandis qu'Attic Records sort l'album au Canada. Modino Graphics est crédité pour le design graphique de l'emballage qui comporte des illustrations de Peter Conlon. Le zine musical Babysue décrit la musique comme « très enjouée et drôle » : « Les groupes de techno se prennent trop au sérieux la plupart du temps, mais ce n'est certainement pas le cas ici. Cela ressemble presque à de la musique techno/house si elle était combinée avec des dessins animés du samedi matin ». AllMusic attribue à l'album quatre étoiles sur cinq.
Au Village Voice, Robert Christgau attribue un « A- » à l'album, indiquant « le genre de bon disque de jardin qui est le grand luxe du micromarketing musical et de la surproduction. » Il fait l'éloge de la nature « béotienne » de l'album et déclare l'album « intensément irritant, perversement délicieux, et (croyez-moi sur ce point) juste ce qu'il faut pour la fête du coming-out d'un enfant de 12 ans ». Il classe l'album à la 53e place de la Dean's List de ses albums préférés de 1997, établie pour le concours annuel de critiques Pazz and Jop. Chuck Eddy, du magazine Spin, a qualifié l'album de « délirant et mignon ». Dans son livre Generation Ecstasy : Into the World of Techno and Rave Culture, publié en 1999, Simon Reynolds cite Make 'Em Mokum Crazy comme l'un des meilleurs albums de gabber. La critique continue à saluer l'album au fil du temps et, en 2012, Rolling Stone classe l'album à la 30e place de sa liste des « 30 plus grands albums EDM de tous les temps », dans la lignée des « compilations follement amusantes  ».

## Liste des titres
1. Technohead – I Wanna Be a Hippy – 3:17
2. Technohead – Headsex (Mobile Mecca Mix) – 5:08
3. Party Animals – Hava Naquila – 3:46
4. Party Animals – Wapperdewap – 1:37
5. Milk Bar – Friday Night Can Kill Ya – 4:17
6. Technohead – I Wanna Be A Hippy (Ilsa Gold Mix) – 5:22
7. Party Animals – Aquarius – 3:13
8. Back 2 Bass – I Wanna Be With You – 3:39
9. Soap – Happy Tunes – 3:31
10. Party Animals – Have You Ever Been Mellow – 3:05
11. Technohead – Happy Birthday (Timitico's Party Blast) – 5:11
12. Search & Destroy – Deep in the Underground – 3:34
13. Wildchild – All Together – 3:25
14. Zieke House – Loose Fragments – 0:18
15. Back 2 Bass – I Wanna Be With You (Spoetnik Mix) – 5:43
16. DJ X-Play – Dreams – 5:43

## Personnel
- Modino Graphics – design
- Peter Conlon – illustrations